# Hemicordulia flava
Hemicordulia flava – gatunek ważki z rodziny szklarkowatych (Corduliidae).